# Hemibarbus
Hemibarbus là một chi cá chép bản địa của vùng phía Đông châu Á thuộc họ Cyprinidae trong bộ cá chép Cypriniformes. 

## Các loài
Hiện hành có 13 loài được ghi nhận trong chi này:
- Hemibarbus brevipennus P. Q. Yue, 1995
- Hemibarbus labeo (Pallas, 1776) (Barbel steed)
- Hemibarbus lehoai V. H. Nguyễn, 2001
- Hemibarbus longirostris (Regan, 1908)
- Hemibarbus macracanthus Y. L. Lu, P. Q. Luo & Yi-Yu Chen, 1977
- Hemibarbus maculatus Bleeker, 1871 (Spotted steed)
- Hemibarbus medius P. Q. Yue, 1995
- Hemibarbus mylodon (L. S. Berg, 1907)
- Hemibarbus qianjiangensis T. Yu, 1990
- Hemibarbus songloensis V. H. Nguyễn, 2001
- Hemibarbus thacmoensis V. H. Nguyễn, 2001
- Hemibarbus umbrifer (S. Y. Lin, 1931)